# كورت دانزيغر
كورت دانزيغر هو كيميائي كندي، ولد في 3 يونيو 1926 في فروتسواف في بولندا.